# La vita degli altri
La vita degli altri è un film del 2002, diretto da Nicola De Rinaldo.